# Elisabethhaus (Windhoek)
Das Elisabethhaus (englisch Elisabeth House), auch landläufig als Storchennest bekannt, ist ein historisches Entbindungsheim in der namibischen Hauptstadt Windhoek. Es dient heute (Stand März 2020) als Sitz des Geschichtszentrums der Namibia University of Science and Technology (NUST). 
Es ist seit dem 15. Mai 1986 ein Nationales Denkmal Namibias.

## Beschreibung
Das Elisabethhaus ist aus Stein errichtet und umfasst große Wohn- und Esszimmer, vier Krankenzimmer, ein Schwesternzimmer, einen Operationssaal mit drei großen Rundbogenfenstern sowie eine Küche und Lagerraum im Südflügel. Die Ostseite ist durch zwei Türme gekennzeichnet. Das Gebäude ist von einer Veranda umgeben. Eine Storchenfigur ziert das Dach.

## Geschichte
Das Gebäude wurde in den Jahren 1907 und 1908 nach Entwürfen von Gottlieb Redecker auf Weisung der Deutschen Kolonialgesellschaft als Entbindungsheim errichtet. Bis 1981 kamen hier unter Verwaltung des Frauenverein vom Roten Kreuz für Deutsche über See knapp 12.700 Babys zur Welt.
1912 wurden Teile der Veranda in einen geschlossenen Raum umgewandelt. 1914 und 1915 folgten Anbauten nach Planungen von Wilhelm Sander. Zu dieser Zeit diente es als Flüchtlingslager für Deutsche.
Es wurde 1981 geschlossen.
Ein weiteres Elisabethhaus wurde in Grootfontein errichtet und war für Omaruru und Gobabis geplant.